# نهر ينلوك

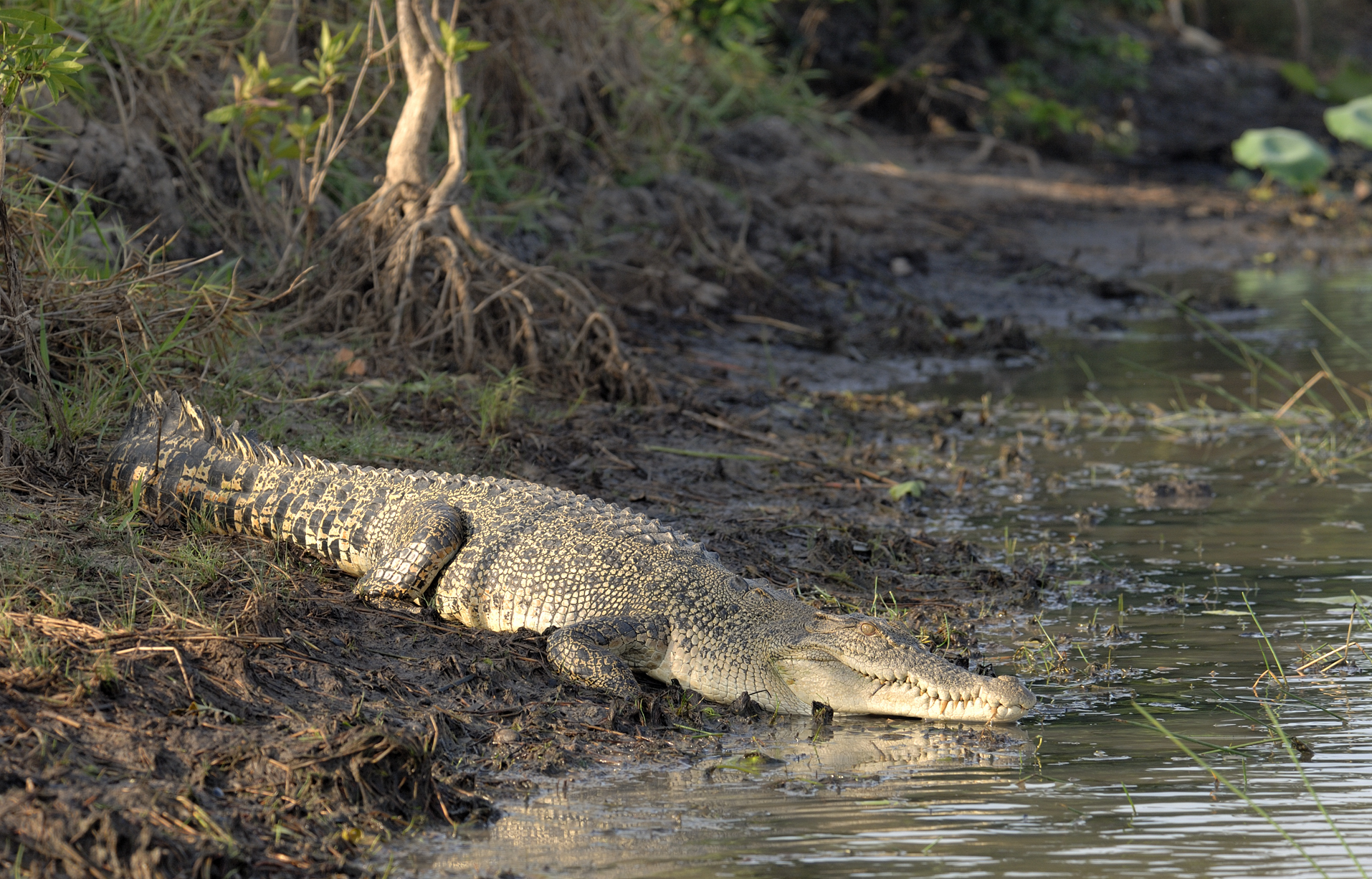
تمساح المياه المالحة في نهر ينلوك

نهر ينلوك، هو نهر رئيسي في شبه جزيرة كيب يورك في أقصى شمال كوينزلاند، أستراليا، يتدفق في الشمال الغربي عبر سهول السافانا والأراضي الرطبة، ويدخل خليج كاربنتاريا في الجهة الغربية لشبه جزيرة عند ميناء موسغريف إلى الشمال مباشرة من مابون، مساحة النهر 7526 كم2، والنهر لا يوجد عليه مرافق تخزين مياه كما أنه هناك القليل من التنمية عليه، مما أدى إلى انخفاض أعداد السكان، ويحد النهر الكثير من الغابات المطيرة التي تشكل موئلاً للعديد من الحيوانات مثل الفأر أبيض الذيل وببغاء النخيل، يحتوي النهر على  أعلى تنوع من أسماك المياه العذبة على مستوى الأنهار الأسترالية، وأكبر موقع لتربية تمساح المياه المالحة.